# Токарево (Бабаевский район)
Токарево — деревня в Бабаевском районе Вологодской области.
Входит в состав Тороповского сельского поселения, с точки зрения административно-территориального деления — в Тороповский сельсовет.
Расстояние по автодороге до районного центра Бабаево составляет 33 км, до центра муниципального образования деревни Торопово — 2 км. Ближайшие населённые пункты — Лютомля, Старый Завод, Тешемля, Тешемля, Тупик.
Население по данным переписи 2002 года — 14 человек.